# Текинский конный полк

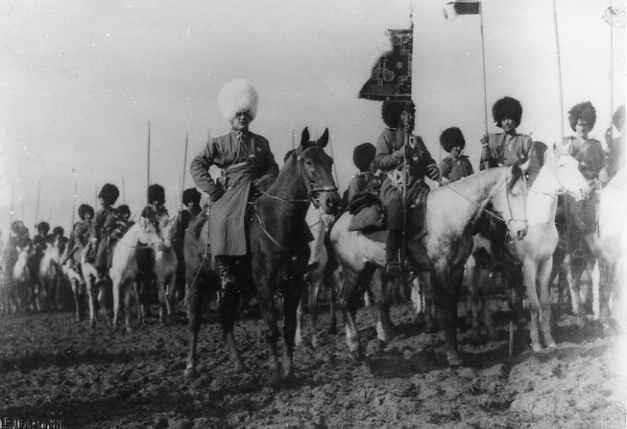
Штандартный эскадрон Текинского конного полка во главе с командиром полка полковником С. П. Зыковым (слева) на смотре частей войск 9-й армии, проводимом императором Николаем II под Хотином.

Текинский конный полк — кавалерийская воинская часть (конный полк) Русской Императорской армии.
Формирование входило в состав Закаспийской казачьей бригады. Старшинство полка: с 24 февраля 1885 года. Полковой праздник: 6 мая, Рождение Императора Николая II.

## История
- 24 февраля 1885 года — в Закаспийской области[1] (Туркестане), была учреждена Туркменская милиция[2] (Туркменская конная милиция, иррегулярное формирование) в составе 300 рядовых всадников (фераджиев)[2], в которой туркмены служили добровольно[3], в устройстве формирования и подборе офицеров были те же принципы что и в казачьих частях Русской армии.
- 7 ноября 1892 года — Туркменская конная милиция преобразована в 2-сотенный Туркменский конно-иррегулярный дивизион.
- 30 января 1911 года — переименован в Туркменский конный дивизион.
- 29 июля 1914 года — дивизион развернут в Туркменский конный полк в составе четырёх эскадронов (добровольческий, сформирован на средства местного населения). Полк дислоцировался в городе Кеши близ Асхабада и был прикомандирован к Закаспийской казачьей бригаде. Но когда в октябре 1914 года эта бригада выступила на Кавказский фронт, то Туркменского конного полка уже не было в её составе — он был на австро-германском фронте, действуя в качестве войсковой (корпусной) конницы, а также входя в кавалерийские соединения[4].
- 23 ноября 1914 года — полк разгромил германскую пехоту под деревней Дуплице-Дуже[5].

Один из пленных германских офицеров назвал наших джигитов «дьяволами», совершающими то, «что должно быть вне пределов человеческих сил». Всего лишь за два с половиной месяца участия в боевых действиях на германском фронте в полку, насчитывающем 627 всадников, 67 человек было награждено Георгиевскими крестами, свыше 70 человек — медалями «За отвагу», орденами Святого Станислава и Святой Анны различных степеней. Туркменский конный полк снискал славу непобедимого.— Профессор Овез Гундогдыев. «Ратные традиции туркмен» // Туркменистан, апрель 2005, № 3
- 31 марта 1916 года — Высочайшим повелением переименован в Текинский конный полк, поскольку полк состоял, в основном, из текинцев Ахала и Мерва.
- 28 мая 1916 года — отличился в бою у Доброноуца. В результате стремительной атаки полк уничтожил около 2 000 и взял в плен около 3 000 австрийцев, захватил большое количество артиллерийских орудий, пулемётов, винтовок, боеприпасов, лошадей[6].
- 1917 году — распоряжением командующего 8-й армии генерала Л. Г. Корнилова из числа текинцев был выделен отряд для охраны штаба армии под командованием корнета Хана Хаджиева.
- 20 ноября 1917 года — полк (24 офицера, около 400 всадников и два офицера Георгиевского батальона) во главе с Л. Г. Корниловым походным порядком выступил на Дон.
- 27 ноября 1917 года — в бою с красным отрядом у разъезда Песчаники под Унечей 3 офицера и 264 всадника попали в плен и были помещены в брянскую тюрьму.
- 26 января 1918 года — полк расформирован в Киеве.
- Январь 1918 года — 10 офицеров и взвод всадников сражались с января 1918 в Добровольческой армии.
- В 1-м Кубанском походе текинцы составили конвой генерала Корнилова.[7]

## Командиры дивизиона

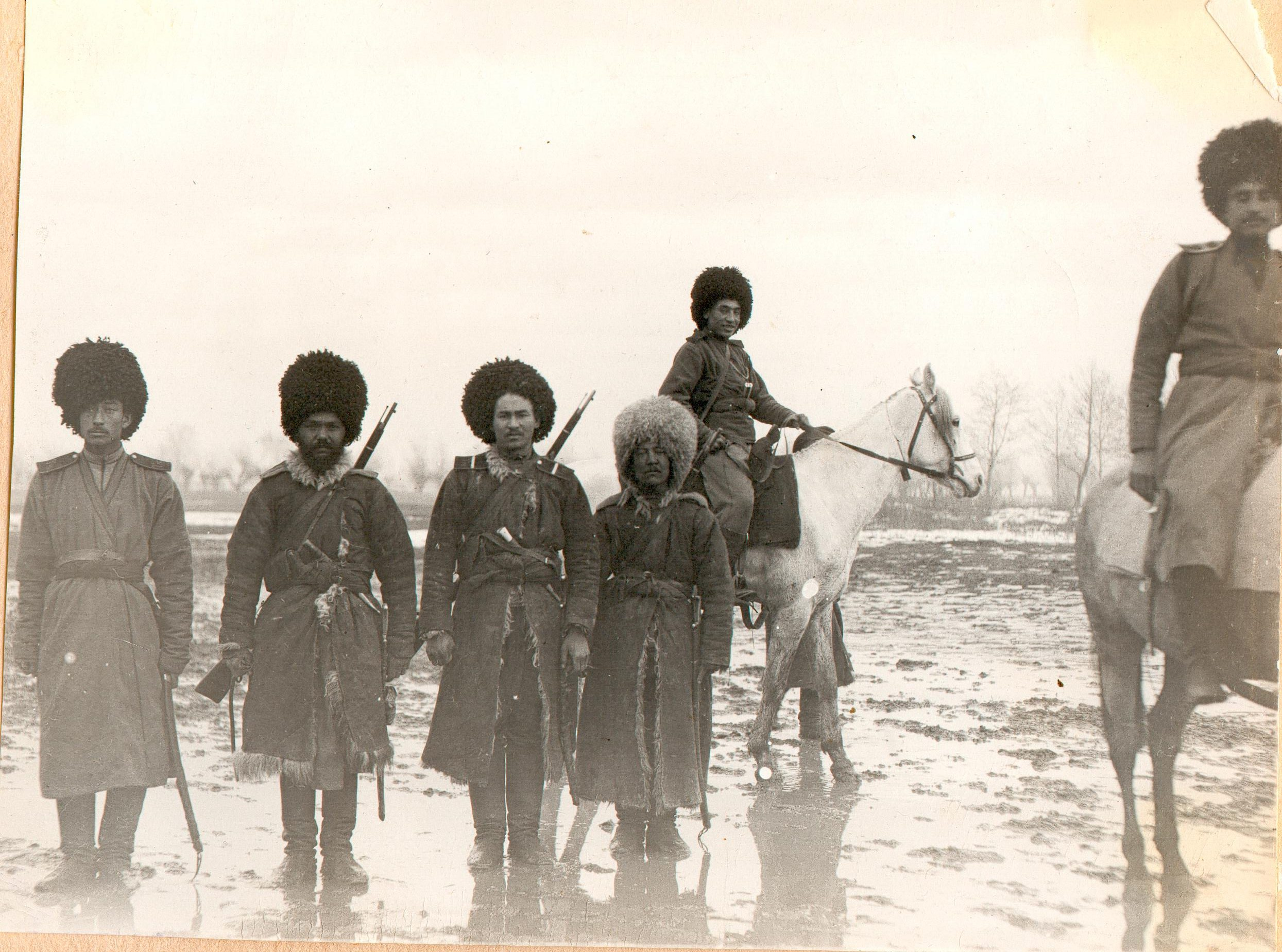
Казаки-туркмены Текинского конного полка.

- 20.01.1893—10.06.1899 — подполковник (с 14.04.1895 полковник) Калитин, Пётр Петрович
- 02.07.1899—22.12.1908 — ротмистр (с 26.02.1902 подполковник, с 06.05.1906 полковник) Маргания, Малахий Кваджиевич
- 19.08.1911—29.07.1914 — полковник Дроздовский, Семён Иванович

## Командиры полка
- 30.07.1914—07.07.1915 — полковник (с 23.02.1915 генерал-майор) Дроздовский, Семён Иванович
- 09.07.1915—18.04.1917 — полковник Зыков, Сергей Петрович
- 20.04.1917—12.1917 — полковник барон фон Кюгельген, Николай Павлович
- 02.1918—04.1918 — полковник Григорьев

## Вооружение и оснащение
В отношении вооружения и оснащения в полку, действовал принцип, согласно которому джигиты (рядовые) служили со своим холодным (белым) оружием и своей верховой лошадью, ахалтекинской породы, известных своей быстротой, выносливостью и преданностью хозяину, а огнестрельное оружие получали от государевой казны.

### Карабин
Рядовой состав Туркменской милиции и конно-иррегулярного дивизиона был вооружён кавалерийскими карабинами Бердана-Сафонова (на базе винтовки Бердана № 2), с переходом Русской армии с однозарядной «Берданки» на магазинную винтовку Мосина, — кавалерийскими карабинами на базе этой винтовки (кавалерийский карабин Мосина).

### Пика
Рядовой состав был вооружён пиками традиционного туркменского типа, имевшей съёмный наконечник древка, который отсоединялся, и мог быть использован в качестве дротика.

### Шашка Туркменского конного дивизиона образца 1895 года
Шашка. Общая длина 950 мм, длина клинка 830 мм, ширина 30 мм. Клинок сильно изогнутый, без долов, острие находится на линии обуха. Эфес состоит из рукояти с навершием и крестовины с перекрестием. Верхняя часть перекрестья утоплена в рукояти, нижняя входит в углубление ножен, когда в них вкладывается клинок. Рукоять из костяных плашек, скреплённых с хвостовиком заклёпками. Загнутое к лезвию под прямым углом навершие имеет металлический колпачок. У отдельных образцов навершие имеет крюкообразную форму, характерную для местного оружия. По верхней и нижней частям рукояти идут металлические накладки, зафиксированные тремя проволочными кольцами, проходящими в канавках трёх поперечных утолщений рукояти.
Ножны деревянные, обтянутые кожей, имеют металлические устье и две эллипсообразные гайки с фигурными скобками. Нижняя часть ножен может иметь металлический наконечник или дополнительно обтягивается кожей. В любом случае ножны оканчиваются кожаной кистью.
Верхняя половина ножен оплетена кожаной или металлической лентой, укреплённой фигурными гвоздиками-бляшками. Украшения ножен и эфеса оружия произвольные, на основе восточных орнаментов.
Шашка носилась по-сабельному, лезвием вниз на широкой плечевой портупее, также украшенной бляшками и орнаментом.
Состояла на вооружении до 1917 года.

### Нож
Рядовой состав носил многофункциональный нож-бичак. Многофункциональный нож без гарды с заострённым к концу клинком, нормальной ширины и рукояткой достаточного размера, использовался в ножевом бою, хозяйственных и кулинарных целях.

## Штандарт полка
Простой штандарт образца 1883 года. Кайма жёлтая, шитьё серебряное. Навершие образца 1857 года (армейское) высеребренное. Древко чёрное. Государственный герб.